# أوريكة
أُوريكة (بالأمازيغية: یوریکن) هي جماعة قروية تابعة لإقليم الحوز ضمن جهة مراكش آسفي. هي منتزه طبيعي بنواحي مراكش، حيث تتميز بالشلالات الخلابة والهضبات الخصبة والجذب السياحي المتميز. تتمركز بالمنطقة العديد من المحلات التجارية التي تساهم بشكل كبير في تنمية الاقتصاد في هذه المنطقة. من أهم المميزات الأخرى لمنطقة أوريكة، نجد واد أوريكة وشلالات ستي فاضمة وكذا جبال أوكايمدن.
فكل هذه المميزات تجعل المنطقة تعج بالزوار في مختلف الفصول.
يخترقها نهر أوريكة نهر صغير منحدر يجري في واد يحمل نفس الاسم. ينبع النهر من جبال الأطلس الكبير إلى الجنوب الشرقي من مراكش في وسط المغرب. يتغذى النهر من مياه الثلوج الذائبة في قمم الجبال. توجد مزارع صغيرة على جانبي النهر تزود مراكش بالخضراوات.

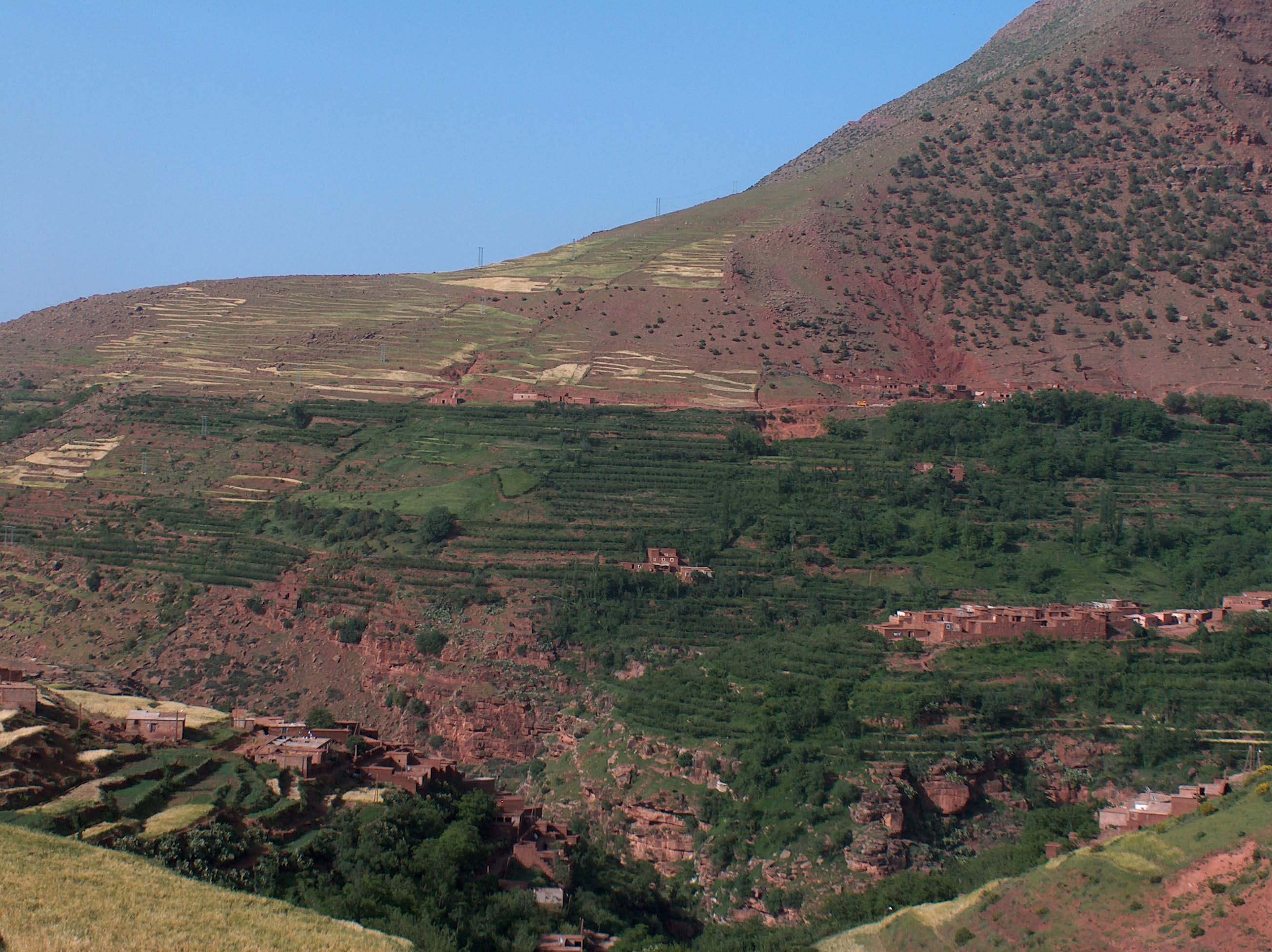
قرية مطلة على نهر أوريكة في أعالي الوادي

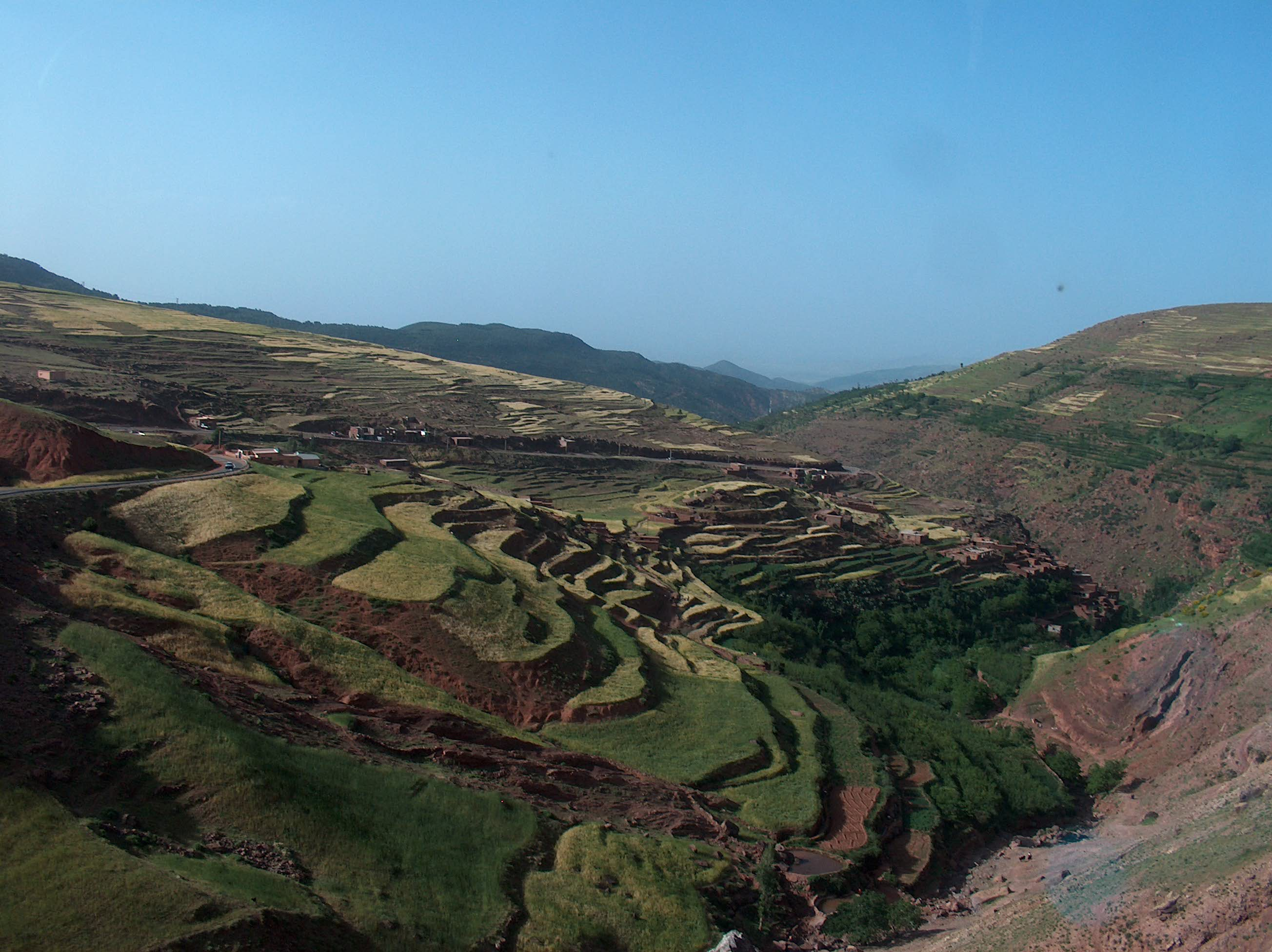
مدرجات زراعية على منحدرات وادي أوريكة

تنتمي المنطقة لإقليم الحوز ويبلغ تعداد السكان 26.990 نسمة (إحصاء 2004).